# 국가위기관리센터
국가위기관리센터(國家危機管理센터)는 위기 관련 상황 관리·대응에 관한 업무를 담당하기 위하여 설립된 대한민국 국가안보실 소속기관이다. 국가안보실장 직속 기구이며, 센터장은 고위공무원 가급(1급 상당)의 일반직 또는 별정직공무원으로 보한다. 단, 위기관리센터장은 고위공무원단에 속하는 외교부 소속 외무공무원 또는 통일부 소속 공무원이나 이에 상응하는 국방부 소속 현역 장교 또는 국가정보원 직원으로 대체하여 충원할 수 있다.

## 연혁
- 2003년 3월 22일: 국가안전보장회의사무처 위기관리센터[4][5]
- 2008년 4월: 대통령실 위기관리상황실[6]
- 2008년 5월: 대통령실 비상경제상황실[7]
- 2008년 7월 22일: 대통령실 국가위기상황센터[8]
- 2010년 6월 1일: 대통령실 국가위기관리센터
- 2010년 12월 31일: 대통령실 국가위기관리실[9]
- 2013년 3월 23일: 국가안보실 위기관리센터
- 2017년 5월 11일: 국가안보실 국가위기관리센터

## 같이 보기
- 경찰청 위기관리센터